# F. Lorée
F. Lorée es un fabricante de instrumentos musicales de doble lengüeta establecido en París, Francia. Lorée produce instrumentos de la familia del oboe para profesionales bajo la marca F. Lorée y de nivel de estudiante bajo la marca Cabart.

## Historia

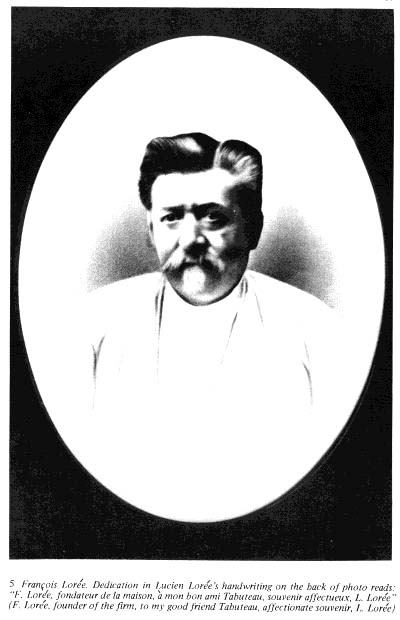
François Lorée

F. Lorée se fundó en 1881 por François Lorée cuando abandonó su trabajo de jefe del taller del arraigado fabricante francés de oboes Frédéric Triébert.
La casa Triebert, que era el principal fabricante de oboes a mediados del siglo XIX en Francia, quedó gravemente afectada tras la muerte del único propietario Frédéric Triebert en 1879.  Hacia 1882 tuvo tres cambios de dirección y fue finalmente vendida al fabricante Gautrot y adquirida en 1884 por Couesnon.
El último capataz de Frédéric Triebert, François Lorée (1835-1902), creó su propia empresa de fabricación de oboes en 1881, continuando el trabajo y la tradición de Triebert. Obtuvo el contrato como suministrador de oboes al Conservatorio de París en 1881. François Lorée limitó su taller a la creación de oboes y cornos ingleses. Hay un buen motivo para pensar que el profesor de oboe del Conservatorio de París, Georges Gillet, animó a Lorée a que abriera su propio negocio, y es el hecho de que Lorée obtuviera el contrato con el Conservatorio antes de fabricar un solo oboe bajo su propio nombre y que colaborara con Gillet en el sistema 6.

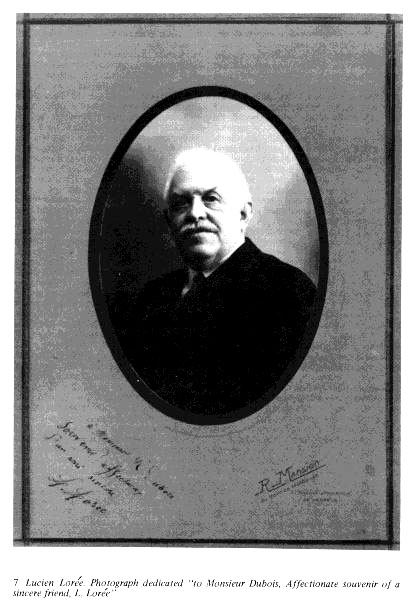
Lucien Lorée

Hasta mediados del siglo XX, François Lorée no tenía casi competencia como fabricante de oboes de calidad. En 1906, trabajando con Georges Gillet, el hijo de François, Adolphe Lucien Lorée (1867 - 1945), modificó el sistema 6 al 6bis (conocido como sistema conservatorio, en francés modèle conservatoire à plateaux) que es el que se emplea universalmente hoy en día.
Incluso en la actualidad, Lorée sigue siendo el fabricante de oboes más importante. La aplastante influencia de los oboístas que estudiaron en Francia, pero que están en orquestas estadounidenses, contribuyó a que Lorée dominara el mercado de Estados Unidos durante la mayor parte del siglo; de hecho es raro encontrar un oboísta de dicho país que no haya comprado un Lorée.
En 1925, Raymond Dubois, fabricante también de instrumentos, compra la casa a Lucien Lorée. Éste seguirá trabajando en ella. En 1935, en la casa de oboes de Raymond Dubois, entra a trabajar junto a L. Lorée, Robert De Gourdon. La marca Lorée se mantendrá en el transcurso del tiempo hasta nuestros días sin influir para nada el cambio de propietario. L. Lorée muere en 1945, y R. Dubois en 1957. Así que la casa queda en manos de Robert De Gourdon. En 1967 su hijo Alain Gourdon colabora en la fabricación de oboes y es el actual propietario.